# Darin LaHood
Darin M. LaHood (ur. 5 lipca 1968) – amerykański polityk, członek Partii Republikańskiej i kongresman ze stanu Illinois (od roku 2015).